# رجب پکر
رجب پکر (انگلیسی: Recep Peker؛ ۵ فوریهٔ ۱۸۸۹ – ۲ آوریل ۱۹۵۰) یک سیاست‌مدار اهل ترکیه بود.